# 內褲隊長
《內褲隊長》（英語：Captain Underpants: The First Epic Movie）是一部於2017年上映的美國3D超級英雄喜劇動畫片，改編自戴夫·皮爾奇所編寫的兒童小說《內褲超人》。電影由夢工場動畫制作，二十世紀福斯發行，由於2017年初環球影業計畫關閉东方梦工厂，故本片暫時不在中國大陸上映，而香港、澳門及台灣則沒有在電影院上映，而是直接推出影碟（但本片影碟不設粵語及國語配音版本）。電影在美國於2017年6月2日上映。
本片是二十世紀福斯發行的最後一部夢工場動畫作品，因為夢工場動畫已被NBC環球收購，預計2019年起交由環球發行後的第一部動畫將是《馴龍高手3》。

## 劇情
故事敘述喬治及哈洛是兩名具有豐富想像力且喜歡惡作劇的小學生，他們催眠平凡主義者克朗先生，使他認為自己是漫畫英雄「內褲隊長」。

## 配音員
| 角色                                         | 配音            |
| -------------------------------------------- | --------------- |
| 本尼·克朗 / 內褲隊長Benny Krupp / Captain Underpants | 艾德·赫姆斯     |
| 喬治·比爾德 George Beard                     | 凯文·哈特       |
| 哈洛·哈欽斯 Harold Hutchins                  | 托馬斯·米德蒂奇 |
| 史尿褲教授 Professor Poopypants              | 尼克·科羅爾     |
| 梅文 Melvin Sneedly                          | 喬登·皮爾       |
| 伊迪絲 Edith                                 | 克莉絲汀·莎爾   |

## 發行

### 評價
爛蕃茄上收集的136篇專業影評文章中，有118篇給出了「新鮮」的正面評價，「新鮮度」為87%，平均得分7分（滿分10分），而基於另一影評網站Metacritic上的25篇評論文章，其中19篇予以好評，1篇差評，5篇褒貶不一，平均分為69（滿分100），綜合結果為「普遍良好的評價」。據CinemaScore所進行的調查，觀眾的平均評價於A+至F間落於「B+」。

### 票房
在北美，本片與《神力女超人》同時上映競爭，估計在首週末能從三千四百多間戲院中獲得2000萬美元左右的票房。美國首週末票房為2350萬美元，位居當週亞軍。

## 外部連結
- 官方网站
- 互联网电影数据库（IMDb）上《內褲隊長》的资料（英文）
- AllMovie上《內褲隊長》的资料（英文）
- Box Office Mojo上《內褲隊長》的資料（英文）
- 爛番茄上《內褲隊長》的資料（英文）
- Metacritic上《內褲隊長》的資料（英文）
- 開眼電影網上《內褲隊長》的資料（繁體中文）
- 时光网上《內褲隊長》的資料（简体中文）
- 豆瓣电影上《內褲隊長》的資料 （简体中文）